# Bridgeville (Pennsylvania)
Bridgeville ist eine kleine Stadt im Allegheny County im US-Bundesstaat Pennsylvania, Vereinigte Staaten. Das U.S. Census Bureau hat bei der Volkszählung 2020 eine Einwohnerzahl von 4.804 ermittelt. Das Stadtgebiet hat eine Größe von 2,8 km².
Am 4. August 2009 kamen bei einem Amoklauf in einem Fitnesscenter drei Frauen ums Leben, neun weitere wurden verletzt.

## Einwohner
Die Einwohnerzahl Bridgevilles schrumpft seit mehreren Jahrzehnten; eine Trendumkehr ist nicht in Sicht.
Laut der Volkszählung im Jahre 2000 waren 94,05 % Weiße, 4,42 % Schwarze und der Rest andere bzw. Mischlinge.

## Bildungseinrichtungen
Bridgeville hat zwei Schulen: eine Grundschule und eine weiterführende Gesamtschule (Hauptschule).

## Söhne und Töchter der Stadt
- Peter Strasser (1906–1987), Fußballfunktionär; lebte hier bis zu seinem Tod
- Harold Stephens (* 1926), Autor
- Ron Sams (* 1961), American-Football-Spieler
- Suzanne Semanick (* 1967), Eiskunstläuferin